# Afaretidi
Idas e Linceo sono due personaggi della Mitologia greca, figli di Afareo, re di Messenia e di Arene. Fratelli gemelli, altrimenti noti con il patronimico di Afaretidi.

## Mitologia
Gli Afaretidi partecipano alla spedizione degli Argonauti, risultando tra i più valorosi. Idas si rivela un guerriero fortissimo anche se orgoglioso e irriflessivo, nell'Iliade definito «il più valoroso degli uomini», mentre Linceo, con la sua vista acutissima, risolve moltissime situazioni intricate. Sempre in coppia partecipano alla caccia del Cinghiale calidonio. In entrambe le occasioni avevano combattuto al fianco dei Dioscuri, Castore e Polideuce.
Sposarono le Leucippidi (Ileria e Febe), figlie del re Leucippo e quando successivamente i Dioscuri rapiscono le Leucippidi, lo scontro è furibondo.
Alla fine restano uccisi sul campo Castore da una parte, e Linceo dall'altra. Polideuce allora chiede al padre Zeus di morire a sua volta, ma Zeus gli propone una scelta: o abitare da quel momento in poi nell'Olimpo, oppure di stare insieme a Castore un giorno negli Inferi e un giorno presso gli dei. Polideuce sceglie quest'ultima soluzione.